# Kreuzherrenkloster Memmingen

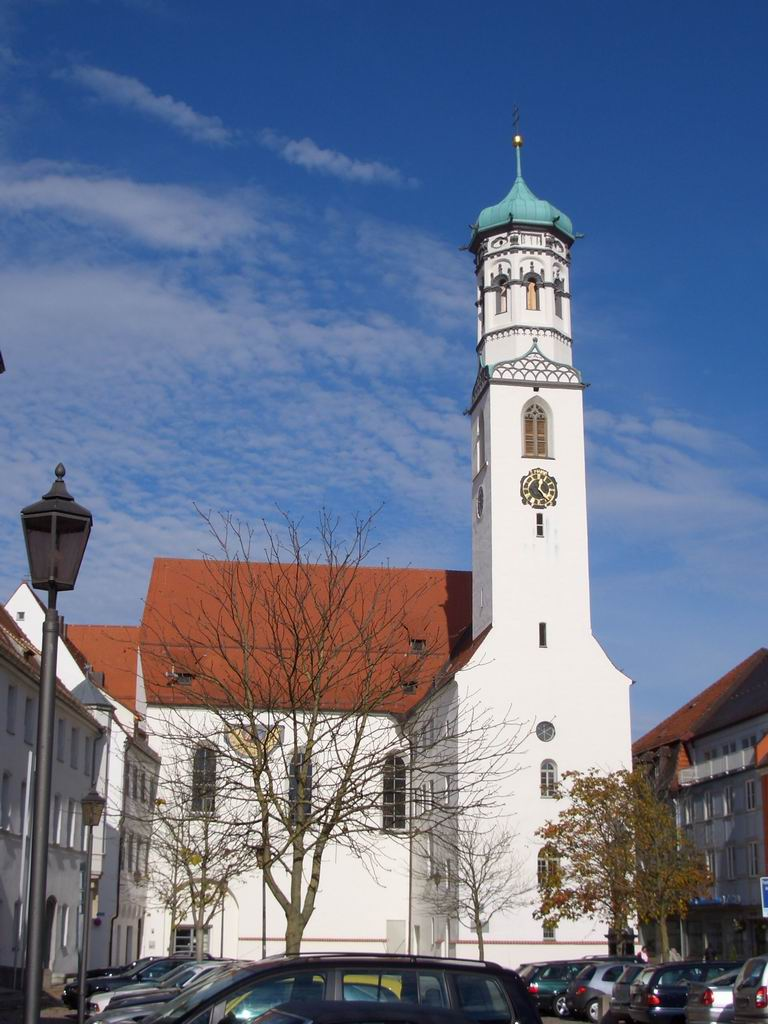
Kirchgebäude mit dem markanten Turm vom Hallhof aus

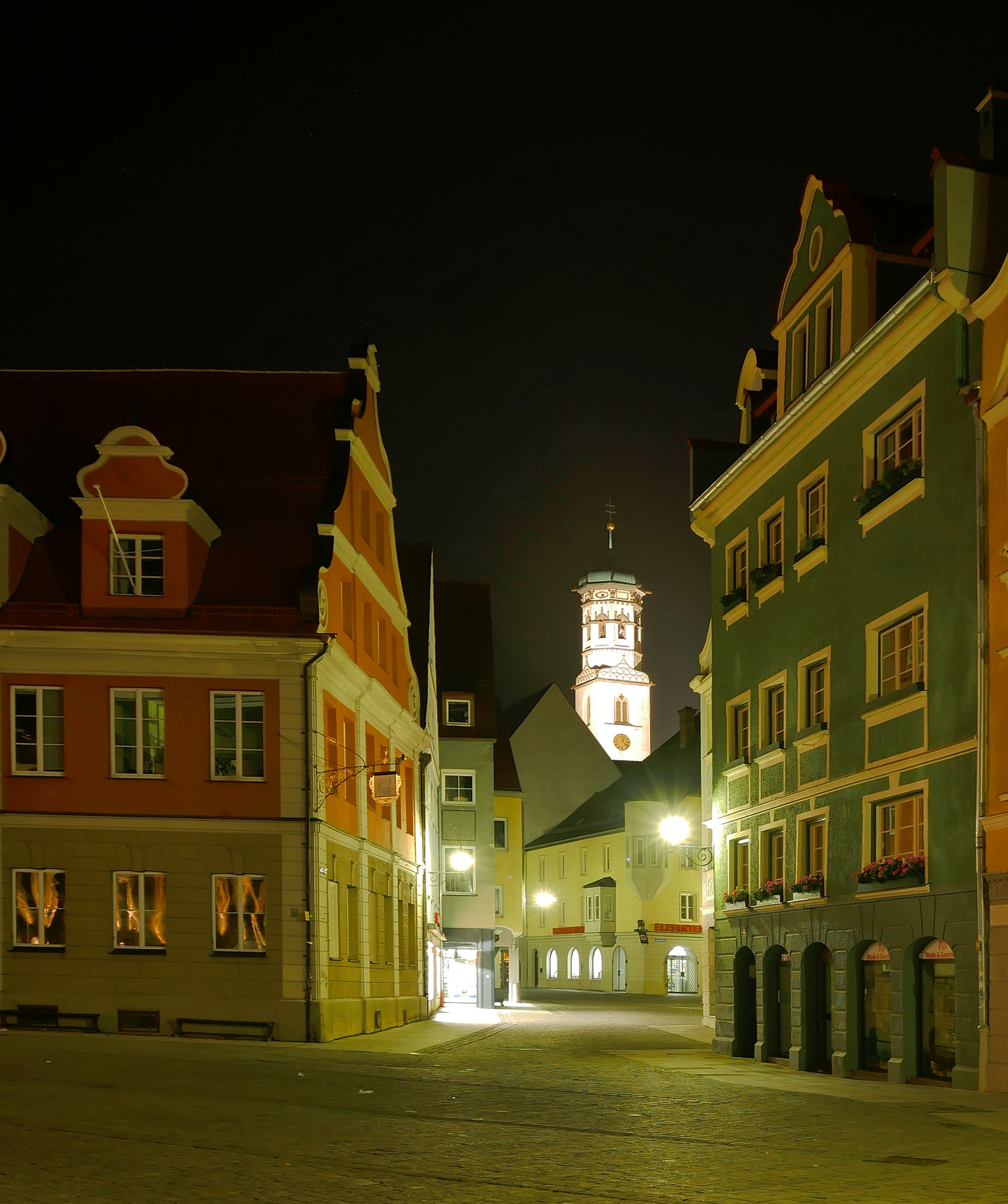
Kirchturm vom Marktplatz aus gesehen

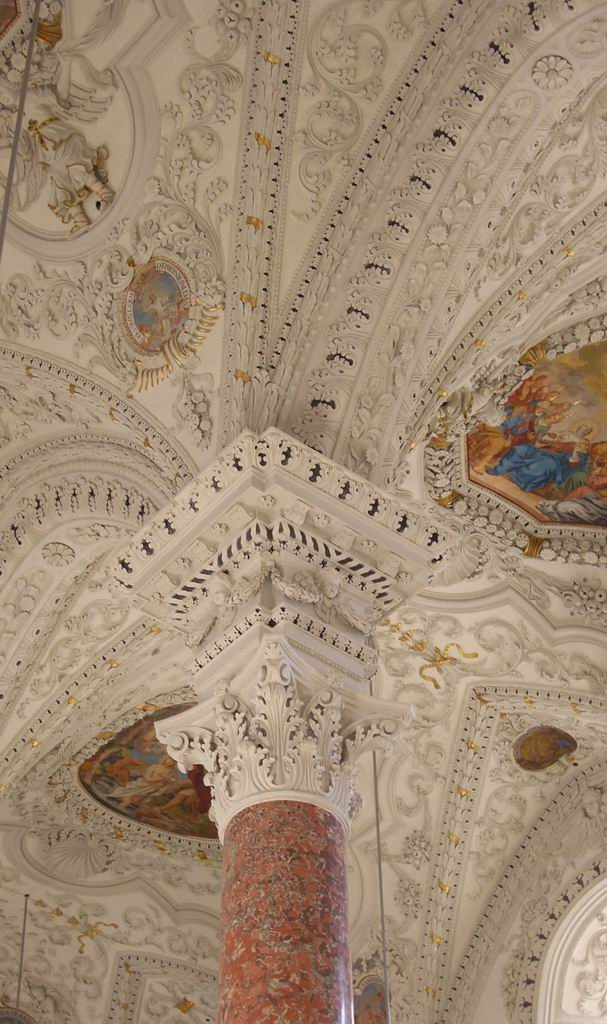
Detail der reich mit Wessobrunner Stuck ausgestalteten Kirchendecke

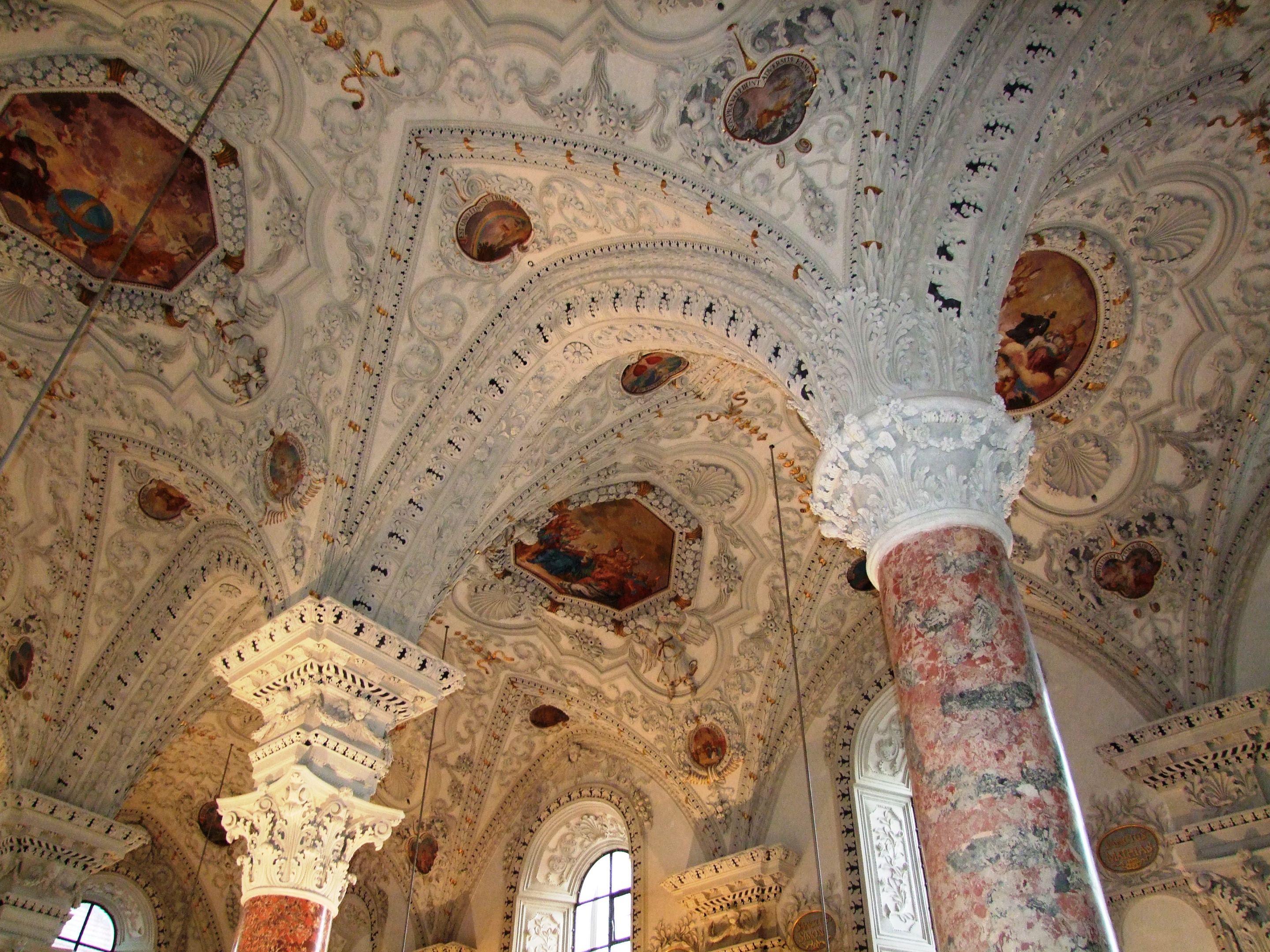
Kirchendecke mit Fresken

Das Kreuzherrenkloster Memmingen ist ein ehemaliges Kloster der Hospitaliter vom Heiligen Geist in Memmingen in Bayern in der Diözese Augsburg.

## Geschichte
Die Anfänge des dem Heiligen Geist geweihten Kloster gehen ins 13. Jahrhundert zurück. Fälschungen verweisen auf das Jahr 1010, das noch vor der Gründung der Stadt Memmingen im Jahr 1160 lag. Vermutlich wurde es im Jahr 1210 durch den staufischen Reichslandvogt in Oberschwaben, Graf Heinrich von Neuffen-Weißenhorn, und seiner Gattin Hedwig gestiftet. Diese richteten am östlichen Rand der Kernstadt vor dem Kalchtor ein Spital ein, statteten es mit Grundbesitz aus und übergaben es dem Hospitalorden der Chorherren vom Heiligen Geist in Rom, deren Tätigkeitsschwerpunkt die Pflege von Kranken und Obdachlosen und die Aufnahme von Schwangeren und Findelkindern war. Nach einem verheerenden Brand im Jahr 1223 musste das Kloster und das Spital neu errichtet werden, in diesem Zusammenhang wird es auch erstmals in einer städtischen Urkunde erwähnt.
Seit 1353 beteiligte sich der Stadtrat an der Verwaltung des Spitals, im Jahr 1365 wurde der Spitalkomplex in ein Unter- und ein Oberhospital geteilt. Zum nun durch die Reichsstadt direkt verwalteten Unterhospital gehörten die Dürftigenstube im Erdgeschoss und mehrere angrenzende Räume, zum beim Orden verbleibenden Oberhospital gehörten weiterhin die Kirche St. Peter und Paul und die oberen Geschosse des Kloster- und Konventsgebäudes. In der städtischen Dürftigenstube konzentrierten sich die reichsstädtischen Wohltätigkeitseinrichtungen. Zusammen mit dem Antoniterkloster prägten die Kreuzherren das geistig-kulturelle Leben der Reichsstadt.
Bei einem Brand im Jahr 1477 wurden wieder große Teile der Anlage zerstört. Die Spitalkirche wurde 1480–1484 als gotische Hallenkirche wiedererrichtet, der gesamte Komplex erhielt die Form einer zum südlich gelegenen Hallhof offenen Dreiflügelanlage. 1484 wurde südlich an das Kirchgebäude angrenzend ein Turm errichtet. In den Jahren 1709–1711 wurde die Kirche barockisiert und mit Wessobrunner Stuck von Matthias Stiller zusammen mit seinem Sohn Michael Stiller (Stuckateur) ausgestattet. Die Deckengemälde stammen von Johann Friedrich Sichelbein.
Kurz nach der Mediatisierung der freien Reichsstadt und dem Übergang an das Kurfürstentum Bayern 1802 wurde auch das Kloster säkularisiert. Alle entbehrlichen und beweglichen Güter des Klosters wurden 1803 versteigert, die letzten Chorherren verließen 1804 das Haus. Noch bis 1806 wurde die Kirche als Pfarrkirche genutzt, danach diente sie als Holzlagerhaus. Die Dürftigenstube diente bis 1816 der Unterbringung von Pfründnern, in den Klosterräumen waren bayerische Beamte untergebracht. Zwar sollte die Kirche und der Kirchturm erst zugunsten eines neuen Maut- und Zollgebäudes abgerissen werden, doch verzichtete man ab 1819 darauf, da andere Flächen freigeworden waren und der Bedarf für einen Neubau nicht mehr gegeben war. Ab 1820 diente deshalb die Dürftigenstube als Lagerraum. Die Kirche wurde zur Güterhalle umgebaut, in die nördliche und südliche Seitenwand wurde je eine große Tordurchfahrt gebrochen, Orchester und Kanzel wurden abgebrochen. Man schlug den Stuck im unteren Bereich ab und brach Gruft und Kellerräume ab, um eine ebenerdige Zufahrt zu erhalten. Im Kirchenschiff selbst wurde ein Zwischenboden eingezogen und ein hölzerner Kran montiert. Nach Norden wurde der gesamte Komplex mit einer klassizistischen Fassade versehen.
Durch die Reichsgründung war das Gebäude als Hall- und Zollamt zunehmend ohne Funktion, weshalb der Stadtrat 1920 beantragte, in der ehemaligen Sakristei Werke Memminger Maler auszustellen. Nach einem Wasserrohrbruch wurde 1932 diskutiert, die städtische Gemäldesammlung ins ungenutzte Kirchenschiff zu verlegen, aus Kostengründen wurde diese Lösung aber verworfen und erst ab 1947 wurde der obere Teil des Kirchenschiffs als Ausstellungs- und Konzertsaal genutzt. Das Erdgeschoss wurde mit dem Raum der Dürftigenstube zusammengefasst und ab 1960 als Spitalbögen als offener Fußgängerweg genutzt. Im Konventsgebäude wurden verschiedene städtische Einrichtungen untergebracht: die Sing- und Musikschule, der Stadtjugendring und die Psycho-soziale Beratungsstelle.
Die insgesamt vernachlässigte Anlage wurde von 1998 bis 2003 aufwendig denkmalgerecht saniert und restauriert. Dabei wurde unter anderem der Zwischenboden im Kirchenschiff entfernt und die Dürftigenstube des Spitals wiederhergestellt. Heute dient der Kirchenraum wieder als Ausstellungs- und Veranstaltungsraum, die Dürftigenstube als Café.

## Gebäude

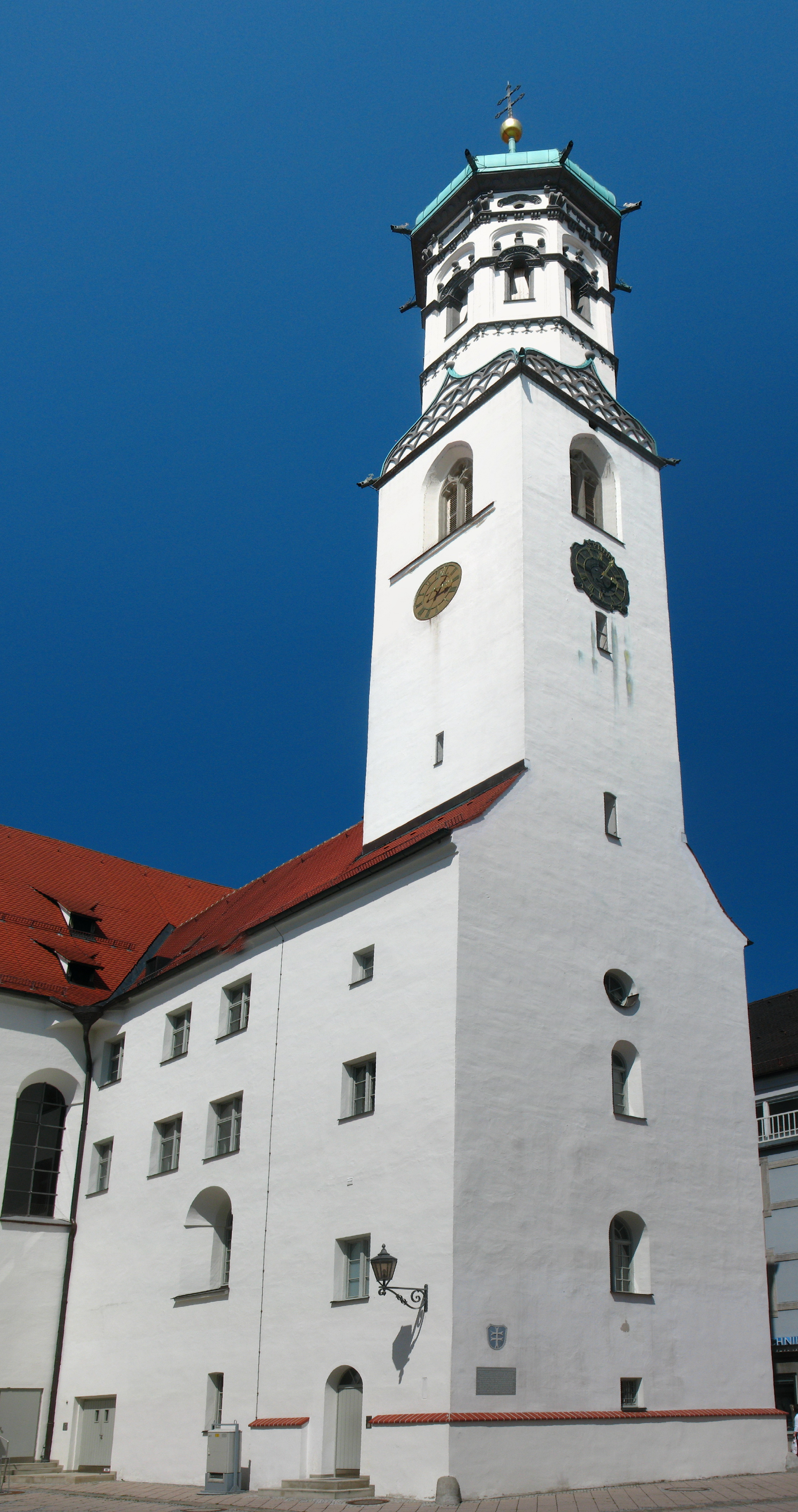
Kirchturm

Die Anlage bestand aus einem Spital mit Wirtschaftsanbauten sowie einem östlich angrenzenden Kirchen- und einem Konventsgebäude. Der Komplex brannte mehrfach ab, im Rahmen der Wiederaufbauarbeiten wurde er immer wieder erweitert und verändert.

### Dürftigenstube
Der älteste noch erhaltene Teil ist die Dürftigenstube. Ihr zweischiffiger, vierjochiger und von einem Kreuzrippengewölbe überwölbter Saal stammt aus dem frühen 15. Jahrhundert. Durch Spitalmeister Elias Bruggberger wurden von 1675 bis 1680 umfangreiche Baumaßnahmen veranlasst, dabei wurde die Dürftigenstube um zusätzliche Geschosse erweitert, in denen zwei große Säle untergebracht waren. Der Raum im zweiten Obergeschoss wurde 1691 mit einer Holzkassettendecke versehen, die größtenteils heute noch erhalten ist.

### Klosterkirche
1477 wurde die Klosterkirche St. Peter und Paul bei einem Brand zerstört und in den Folgejahren als ebenfalls zweischiffige und vierjochige spätgotische Hallenkirche wiederaufgebaut. Wie in vielen Spitälern üblich, bildet sie eine Verlängerung der Dürftigenstube. Unter Spitalmeister Sigismund Teufel wurde sie ab 1709 barockisiert, die Deckengewölbe wurden vermutlich durch Matthias Stiller mit Wessobrunner Stuck ausgekleidet. In jedem Jochfeld befinden sich Deckengemälde, die vermutlich vom Memminger Maler Johann Friedrich Sichelbein stammen. Getragen wird das rund 14 Meter hohe Gewölbe von drei Stuckmarmorsäulen.

## Spitalmeister

### Bis 1253
- Fr. Stephanus, 1010–1012
- Perchtrandus, 1012–1034
- Fr. Thomas Gallicus, 1034–1041
- Martinus Anglicus, 1041–1058
- Fr. Hiltwin, 1058–1086
- Fr. Ortwin, 1086–1097
- Fr. Walter, 1097–1146
- Fr. Diebold von Boos, 1146–1200
- Fr. Adrian von Rieden, 1200–1238
- 1235–1253 15 unbekannte Spitalmeister

### Ab 1253
- P. Thomas, 1253 – unbekannt
- P. Konrad, 1270
- P. Heinrich von Rieden, 1272–1288
- P. Konrad von Senden, 1288–1343
- P. Hermann Hun, 1343–1350
- P. Dietrich von Bern, 1350–1353
- P. Hermann Hun, 1353–1368
- P. Heinrich Löffler, 1368–1377
- P. Heinrich Boner, 1378–1379
- P. Ulrich Kyser, 1379–1390
- P. Johannes Walther, 1390–1394
- P. Johannes Leninger, 1394–1404
- P. Konrad Klutter, 1404–1425
- P. Konrad Stetter, 1425–1439
- P. Matthias Sailer, 1439–1458
- P. Nikolaus Hösmair, 1450–1460
- P. Jodokus Atzenried, 1460–1474
- P. Andreas Aichelberger, 1474–1498
- P. Jakob Matzenberger, 1498–1504
- P. Kaspar Görter, 1504–1507
- P. Thomas Knod, 1507–1530
- P. Matthias Mairbeck, 1530–1546
- P. Alexander Mair, 1546–1556
- P. Balthasar Mair, 1556–1601
- P. Johannes Wolf, 1601–1618
- P. Georg Staiger, 1618–1635
- P. Johannes Holl, 1635
- P. Felix Waim, 1636–1638
- P. Ambros Siler, 1638–1673
- P. Elias Bruggberger, 1673–1694
- P. Sigismund Teufel, 1694–1733
- P. Paulus Lorenz, 1733–1750
- P. Ignaz Heinriz 1750
- P. Sigismund Hochwanger, 1750–1781
- P. David Laber, 1781–1802